# 黄金泉
黄金泉（1961年4月8日—），印尼语名詹德拉·塞蒂亚万（Chandra Setiawan），印度尼西亚汉学家，1998年至2002年期间担任印尼孔教总会主席，2002年至2007 年担任国家人权委员会委员。